# Gemeinsame Landesplanungsabteilung Berlin-Brandenburg
Die Gemeinsame Landesplanungsabteilung Berlin-Brandenburg (GL) ist seit 1. Januar 1996 für die Raumordnung und Landesplanung in Berlin und Brandenburg zuständig. Sie ist Landesplanungsbehörde und als oberste Landesbehörde sowohl Bestandteil der für Raumordnung zuständigen Senatsverwaltung in Berlin als auch des Ministeriums in Brandenburg. Die GL ist bundesweit die einzige oberste Zweiländerbehörde in diesem Bereich. Gesetzliche Grundlage ist der Staatsvertrag Vertrag über die Aufgaben und Trägerschaft sowie Grundlagen und Verfahren der gemeinsamen Landesplanung zwischen den Ländern Berlin und Brandenburg (Landesplanungsvertrag). Er sieht vor, dass die Landesplanung einstufig organisiert ist, wie es sonst nur in Schleswig-Holstein und im Saarland der Fall ist, wobei die Raumbeobachtung im nachgeordneten Landesamt für Bauen und Verkehr (LBV) angesiedelt ist. In den übrigen Flächenländern werden weitergehende Aufgaben der Landesplanung auch von Landesoberbehörden, Landesmittelbehörden (Regierungsbezirke) oder unteren Landesbehörden (Landkreise) wahrgenommen.
Die GL deckt somit bis auf die Raumbeobachtung den gesamten Aufgabenkreis ab, der in der Landesplanung der Bundesländer üblich ist: Planaufstellung und Zielabweichung, Sicherung der Raumordnung (Anpassung der Bauleitplanung, Untersagung, Raumordnungsverfahren), Planvorbereitung (Raumordnungskataster, Raumbeobachtung s. o., Raumordnungsbericht), Aufsicht über die Regionalplanung sowie Regionalentwicklung (EU-Projekte, MORO). Hinzu kommen zwei Instrumente auf der übergeordneten politisch-programmatischen Ebene: Das Leitbild für die Hauptstadtregion Berlin-Brandenburg und das Landesentwicklungsprogramm mit Grundsätzen der Raumordnung.
Bei der Leitung der Abteilung und der Referate gilt das „Tandem-Prinzip“. Hat die Leitung ein Brandenburger Bediensteter, ist die Stellvertretung durch einen Berliner Mitarbeiter auszuüben und umgekehrt. Die Leitung der Abteilung sowie von drei Referaten obliegt einem Brandenburger Bediensteten, die Berliner Seite stellt den Ständigen Vertreter der Abteilungsleitung und zwei Referatsleitungen. Der Sitz der Behörde ist in Potsdam. Weitere Standorte befinden sich in Frankfurt (Oder) und Cottbus. Jedes Land trägt die Kosten seines Personals selbst, die Sachkosten tragen beide Länder je zur Hälfte. Näheres regelt eine Verwaltungsvereinbarung.
Nachdem die Landesregierungen von Berlin und Brandenburg 1991 ihren Willen zu einer Länderfusion bekundet hatten, wurden zahlreiche Behörden, Einrichtungen und Gerichte zusammengelegt. In keiner anderen Region Deutschlands ist die Zusammenarbeit bei öffentlichen Aufgaben so ausgeprägt wie hier. Das Scheitern der Volksabstimmung zur Länderfusion im Mai 1996 tat dem institutionellen  Vereinigungsprozess keinen Abbruch, inzwischen wird von einer "Ehe ohne Trauschein" gesprochen. Zu den Kooperationen gehören u. a.: Rundfunk Berlin-Brandenburg RBB, Medienanstalt, Medienboard; Verkehrsverbund VBB, Flughafengesellschaft, Gemeinsame Obere Luftfahrtbehörde; Landesinstitut für Schule und Medien, Sozialpädagogisches Fortbildungsinstitut, Institut für Schulqualität; Landeslabor, Landesamt für Mess- und Eichwesen;  Amt für Statistik; Fachobergerichte (Oberverwaltungsgericht, Landesarbeitsgericht, Landessozialgericht, Finanzgericht – sonst unterhalten nur noch die Bundesländer Bremen und Niedersachsen ein gemeinsames Landessozialgericht), Zentrales Mahngericht Berlin-Brandenburg, Juristisches Prüfungsamt; Deutsche Rentenversicherung Berlin-Brandenburg; Akademie der Wissenschaften, Stiftung Preußische Schlösser und Gärten; Sonderabfallgesellschaft Berlin-Brandenburg.